# Ernst von Poten
Ernst von Poten (1888, Stockerau -1981, Trèves) était un général allemand durant la Seconde Guerre mondiale.

## Biographie
Ernst von Poten commence sa carrière comme sous-lieutenant à l'Académie militaire, le 18 août 1908. Il sert dans l'armée autrichienne pendant la Première Guerre mondiale. Après la guerre, il poursuit sa carrière dans l'armée autrichienne. Il est promu lieutenant-colonel au début de 1934. Après l'Anschluss, Ernst von Poten est incorporé dans la Wehrmacht à la mi-mars 1938, en conservant son grade. Le 1er août 1938, il est nommé commandant d'un régiment d'artillerie de montagne, dans le XVIIIe district militaire. Le 10 novembre 1938, il est nommé commandant du 34e régiment d'artillerie de Trèves. 
Là, il est promu colonel, le 1er juin 1939. Au début de la Seconde Guerre mondiale, il est nommé commandant d'un régiment d'artillerie de réserve à Stettin (Szczecin). Avec son régiment, il est ensuite affecté dans les forces d'occupation au Danemark. À l'été 1940, Ernst von Poten fait mouvement avec son régiment vers la France. À la mi-novembre 1940, il est nommé commandant du 340e Régiment d'artillerie. Au printemps de 1941, il est affecté avec son régiment dans le nord de la France. 
En décembre 1941, il est nommé commandant du 172e régiment d'artillerie en Crimée, près de Sébastopol. Le 1er juillet 1942, il est promu au grade de Generalmajor. Le 1er juillet 1943, il est nommé commandant militaire de Metz, poste qu'il occupe jusqu'en septembre 1944. Il doit remettre son commandement au moment où la bataille de Metz s'engage. Le 31 décembre 1944, il est rayé des cadres d'active de la Wehrmacht.

## Sources
- (de) « Biographie »(Archive.org • Wikiwix • Archive.is • Google • Que faire ?), sur deutsche-kriegsmarine.de